# Charlotte Timmers
Charlotte Timmers (Zonhoven, 7 oktober 1988) is een Belgische actrice.

## Biografie
Charlotte doorliep haar middelbare school op het Lemmensinstituut. Tijdens deze periode volgde ze woordkunst aan het Lemmensinstituut. Na het middelbaar ging ze sinologie studeren aan de KU Leuven.
Haar eerste rol kreeg ze in 2005, op 16-jarige leeftijd. Ze speelde eenmalig Elizabeth "Elsie", het liefje van Billie Coppens, in de populaire comedyserie F.C. De Kampioenen. Als gastrol bij aflevering 6 'Een beetje verliefd' van seizoen 16. 
In 2008 brak ze echt door met Vermist. Ze vertolkte de rol van Lena Sibelius in de eerste twee seizoenen, tot haar personage stierf. In 2010 speelde ze een gastrol in Goesting als Lisa. Datzelfde jaar speelde ze nog een gastrol, ditmaal in de film Zot van A.
In 2011 speelde ze mee in de film Hasta la vista. In de Nederlandse remake Adios Amigos had ze ook een klein rolletje als Franse receptioniste.
Haar eerste hoofdrol kreeg ze in 2011 met de serie Skilz. Hierin speelde ze Lara Van Acker. Eveneens in 2011 was ze achtergrondzangeres in het nummer Constant Now van dEUS.
In 2014 speelde ze opnieuw een hoofdrol, ditmaal in de korte film Love to See. In datzelfde jaar speelde ze ook mee in Plan Bart als Julie. Een jaar later speelde ze Flora in Paradise Trips. Dat jaar speelde ze ook mee in de videoclip van het nummer Better Times van The Prospects.
In 2016 kreeg ze in de film Helden van de zee de hoofdrol als Eva naast de vier Helden. Datzelfde jaar werd ze opgenomen in de cast van Wat als?. Ook deed ze mee in de specials voor Rode Neuzen Dag in 2018. Ook bij De Ideale Wereld maakte ze haar debuut in 2016, als fake Terzake-journaliste.
In 2016 kreeg ze opnieuw een hoofdrol in een serie, ditmaal in Beau Séjour als Sofia Otten. In het parodieprogramma Tegen de Sterren op speelde ze een jaar later dezelfde rol. In 2016 was ze samen met Matteo Simoni te gast in Jonas & Van Geel.
In 2017 deed ze mee aan Blokken, dit ten voordele van Iedereen tegen Kanker. Datzelfde jaar speelde ze ook mee in de serie Ge hadt erbij moeten zijn, de films Verborgen verlangen (als Coco) en Allemaal Familie. Ook ging ze voor het televisieprogramma Tendens samen met Dries Henau, Yuri Vandenbogaerde en Lize Feryn op reis naar een onbekende bestemming.
In 2018 speelde ze opnieuw mee in de videoclip van een nummer, namelijk Selfie van Jeroen Perceval. Ook was ze te gast bij Britt Valkenborghs in FilmQlub.
In 2019 had ze in Studio Tarara een belangrijke bijrol als Kim Staelens en een gastrol in Undercover als Chantal. Daarnaast had ze ook een gastrol als Mimi in Callboys en speelde ze Cristina in Sinner. Ze nam ook deel aan de Code van Coppens, samen met Olga Leyers.In hetzelfde seizoen nam ze ook een 2de maal deel samen met Ruth Beeckmans. In 2024 nam ze voor een 3de keer deel, ditmaal met Joke Emmers.
In 2020 speelde ze de rol van Europol-politievrouw Isabella de Sutter in de Nederlandse tv-productie Commando's. Een drama en thriller waarin ze een oud militair team rechercheert, dat nog steeds achtervolgd wordt door gebeurtenissen van hun zending in Nigeria. Ook maakt ze in De zonen van Van As haar intrede waar ze het nieuwe liefje speelt van Jonas Van Geel, en heeft ze een rollen als Nikki Neven in de televisieserie Fair Trade, als Anke in Niets Te Melden en als Annabelle Fried in Cold Courage. Ook verscheen ze in Standaard Koekhandel van Lukas Lelie, de eindejaarsspecial van Wat als?, de kortfilm Van Ranst van Humo en Twee tot de zesde macht. Vooral haar rol in De Bende van Jan de Lichte als Héloise Embo kreeg aandacht.
In 2021 verscheen ze in de Britse versie van Professor T., als Natasha Samson. Ook nam ze deel aan Popquiz. Ze was ook te gast bij Puur Hypothetisch van StuBru.
In 2022 kreeg ze opnieuw hoofdrollen, enerzijds in de serie Billie vs Benjamin en anderzijds in de film Zillion. Ze was ook te gast bij De Ideale Wereld. 
Timmers speelt afwisselend in komedies en dramaproducties maar verkiest komedies.

## Privé
Matteo Simoni was haar eerste lief.